# Николай Благин
Николай Павлович Благин (7 октомври 1896, Витебск – 18 май 1935 Москва) е съветски пилот-изпитател. Загива при катастрофа на самолета АНТ-20 „Максим Горки“.

## Биография
Роден е във Витебск в семейството на военния топограф, по-късно подполковник Пьотър Aнисимович Благин.
Получава добро образование – учи в реално училище, а след това в кадетски корпус. От 1918 г. служи в Червената армия. От 1920 г. е в летателни училища и авиационни части.
През 1918 г. влиза в РКП (б), но заради дворянския си произход е изключен от партията през 1922 г.
От 1932 г. Благин е пилот-изпитател на ЦАГИ. Участва в изпитанията на АНТ-29, БИЧ-7А, И-5, АНТ-40 и други самолети, както и на системи за реактивни ускорители за ТБ-1 и И-4.

## Катастрофа
На 18 май 1935 г. Благин съпровожда с изтребител И-5 демонстрационния и едновременно с това приемо-предавателен полет на АНТ-20 „Максим Горки“, пилотиран от Николай Журов (командир, пилот от Kонструкторското бюро на Туполев) и Иван Михеев (пилот от агитационната ескадрила „Максим Горки“). При всички предишни полети командир на въздушния гигант АНТ-20 е Михаил Громов, но от 30 април е хоспитализиран в болница. Освен екипажа от 11 души, на борда на „Максим Горки“ има и 38 (по съобщение на ТАСС от 19 май 1935 г.: 36) пътници, предимно работници от ЦАГИ със семействата и децата си. Във втория съпровождащ самолет И-5, пилотиран от В. Рибушкин, е имало кинооператор, запечатал на лента полета и катастрофата. Според официалната версия (съобщение на ТАСС):
 "Въпреки категоричната забрана за извършване на каквито и да е фигури от висшия пилотаж по време на съпровождането на самолета, пилотът Благин нарушава заповедта и започва да изпълнява забранени маневри в близост до самолета „Максим Горки“ на височина от 700 m. Излизайки от лупинг, Благин удря със своя И-5 пътническия самолет. Вследствие на получените повреди от удара въздушният гигант започва да се разрушава във въздуха и, разпадайки се на части, пада върху вилното селище „Сокол“ в района на летището. При въздушния сблъсък загива пилотът Благин, управлявал тренировъчния самолет."
Вестник „Правда“ от 21 май 1935 г. предава мнението на Громов: „Моят ученик Благин беше неорганизиран човек. Да, напоследък той като че ли влезе в релси, но вредните му навици все още избиваха понякога. Говоря за перченето и изцепките му във въздуха“. В следвоенните си мемоари Громов твърди, че Благин е единственият виновник за катастрофата.
Въпреки всички обвинения Благин е погребан в Новодевическото гробище заедно със загиналите на АНТ-20. Скоро след катастрофата в европейските вестници е публикувано антисъветско „предсмъртно писмо“ на Благин: „Братя и сестри! Утре ще поведа крилатата си машина на таран самолета, носещ името на негодника Максим Горки.“ Според съвременни оценки тази публикация е фалшификат.

## Разследване
Следствието, проведено от служители на НКВД, установява, че в продължение на час – час и половина преди полета пилотите, участващи в демонстрацията с „Максим Горки“, се срещат с работниците В. Ряжский и А. Пулин от кинофабриката за военно-учебни филми. С одобрението на висшето ръководство на ВВС хората от киното са настояли изтребителят да изпълни фигури от висшия пилотаж край пътническия „Максим Горки“. Благин е принуден да се съгласи, фактически изпълнявайки нареждане от висшето ръководство. Планирано е операторът да снима от втория изтребител. Киноматериалите щели да бъдат използвани за агитационни цели. Ръководителят на полетите и преките началници на пилотите не са знаели за промяната на полетния сценарий. След катастрофата материалите по разследването са засекретени, за да не компрометират висшето ръководство на ВВС и страната.
Не знаейки истината, обществеността съчинява най-различни версии за случилото се, осъждайки Благин като виновник за катастрофата. Чак през 2010 г. докладна записка за резултатите от разследването по случая от народния комисар Ягода до Сталин става достояние на обществеността, реабилитирайки Благин.
Отговорите на въпроси, възниквали в продължение на много години, премахват всички съмнения. Известно е, че урната с праха на Благин е погребана в Новодевическото гробище заедно с другите загинали в трагедията, което, ако Благин е считан за умишлено виновен за катастрофата, е повече от странно. След смъртта на пилота семейството му не е репресирано или преследвано. Напротив, на вдовицата, на дъщерята и на родител на Благин незабавно са отпуснати вдовишки пенсии. Дъщеря му е преместена в ново училище. Местното партийно ръководство обгръща семейството на Благин с грижи и внимание и всячески го подкрепя морално и материално.
Служителите Ряжский и Пулин в кинофабриката за военно-учебни филми са арестувани и осъдени.